# باول هاردينغ
باول هاردينغ (بالإنجليزية: Paul Harding)‏ (6 مارس 1964 في المملكة المتحدة - ) هو لاعب كرة قدم بريطاني في مركز الوسط. لعب مع برمنغهام سيتي وكارديف سيتي ونادي بارنت ونادي ساوثيند يونايتد ونادي واتفورد ونوتس كاونتي ونادي كيترينغ تاون ونادي ويمبلدون ونادي إِنفيلد ‏ وساتون يونايتد وكارشالتون أثلتيك ونادي ويتليف ‏ ودولويتش هاملت وإبسوم وإويل ‏.

## وصلات خارجية
- باول هاردينغ على موقع قاعدة بيانات كرة القدم.إي يو (الإنجليزية)